# Catharina Schwägler
Catharina Schwägler (* 26. Juli 1994) ist eine ehemalige deutsche Fußballspielerin.

## Werdegang
Catharina Schwägler begann 1999 in Altingen mit dem Fußballspielen. Beim TSV Altingen durchlief sie mehrere Jugendabteilungen und lernte die Fußballgrundfertigkeiten, bevor sie im Jahre 2004 zum SV Unterjesingen wechselte und in reinen Mädchenteams spielte.
Im Sommer 2008 wechselte sie zum SV Eutingen, weil ihre Schwester Marina bereits beim SVE und bei den B-Juniorinnen spielte.
Im Sommer 2009 wechselte sie zu den B-Juniorinnen vom VfL Sindelfingen und spielte in der Regionalliga Süd.
Zur Saison 2011/12 wechselte sie zur ersten Mannschaft des VfL Sindelfingen, in die 2. Bundesliga. Ihr Debütspiel in der 2. Bundesliga machte sie am 4. September 2011 im Heimspiel gegen den SC 07 Bad Neuenahr II, als sie in der 75. Spielminute für ihre Schwester Marina Schwägler eingewechselt wurde. Am Ende der Saison 2011/12 konnte sie mit ihrer Mannschaft Meister der Zweitenliga Süd werden und stieg in die Bundesliga auf.
Dort gab sie am 2. September 2012 im Heimspiel gegen 1. FFC Turbine Potsdam ihr Debüt, als sie in der Startelf stand. Ihr erstes Tor in der Bundesliga konnte sie noch nicht erzielen. In der Winterpause der Saison 2012/13 wechselte sie aus beruflichen Gründen in die zweite Mannschaft und spielte in der Oberliga Baden-Württemberg für den VfL Sindelfingen II. Nach einer Saison beim SV Eutingen schloss sie sich 2017 dem FSV Waldebene Stuttgart Ost an.

## Erfolge
- Aufstieg in die Bundesliga 2012
- Deutscher Vizemeister B-Juniorinnen 2011
- Meisterschaft der B-Juniorinnen Oberliga Baden-Württemberg 2011[6]